# Пауэр, Тайрон
Тайрон Эдмунд Пауэр-мл. (англ. Tyrone Edmund Power, Jr.; 5 мая 1914[…], Цинциннати, Огайо — 15 ноября 1958[…], Мадрид) — американский актёр, наиболее известный своими романтическими ролями в классических голливудских фильмах 1930—1950-х годов.

## Биография
Сын британского театрального актёра Тайрона Пауэра старшего и правнук популярного ирландского комика Тайрона Пауэра.
Актёр трижды был женат: его первой супругой была французская актриса Аннабелла, а второй — Линда Кристиан, ставшая матерью его дочери Ромины Пауэр, его третья жена, Дебора Энн Минардос, родила сына через два месяца после смерти Тайрона.
Тайрон Пауэр скончался от сердечного приступа на съёмках картины «Соломон и царица Савская» в возрасте 44 лет. Заключительную роль в кино исполнил в детективе Билли Уайлдера «Свидетель обвинения».
Достижения Пауэра в американском кинематографе отмечены звездой на Голливудской аллее славы.

## Частичная фильмография
| Год  |   | Русское название                      | Оригинальное название                    | Роль                                 |
| ---- | - | ------------------------------------- | ---------------------------------------- | ------------------------------------ |
| 1937 | ф | Тонкий лёд                            | Thin Ice                                 | принц Рудольф (Руди Миллер)          |
| 1937 | ф | Кафе «Метрополь»                      | Café Metropole                           | Алексис                              |
| 1937 | ф | Второй медовый месяц                  | Second Honeymoon                         | Рауль Маклиш                         |
| 1938 | ф | В старом Чикаго                       | In Old Chicago                           | Дайон О’Лири                         |
| 1938 | ф | Регтайм Бэнд Александера              | Alexander's Ragtime Band                 | Александер                           |
| 1938 | ф | Мария-Антуанетта                      | Marie Antoinette                         | Аксель фон Ферзен                    |
| 1938 | ф | Суэц                                  | Suez                                     | Фердинанд де Лессепс                 |
| 1939 | ф | Джесси Джеймс                         | Jesse James                              | Джесси Джеймс                        |
| 1939 | ф | Роза с Вашингтон-сквер                | Rose of Washington Square                | Баротн Дьюитт Клинтон                |
| 1939 | ф | Вторая скрипка                        | Second Fiddle                            | Джимми Саттон                        |
| 1939 | ф | Пришли дожди                          | The Rains Came                           | доктор Мэйджор Рама Сафти            |
| 1939 | ф | Дневная жена                          | Day-Time Wife                            | Кен Нортон                           |
| 1940 | ф | Джонни Аполлон                        | Johnny Apollo                            | Роберт Кейн-младший / Джонни Аполлон |
| 1940 | ф | Бригам Янг                            | Brigham Young                            | Джонатан Кент                        |
| 1940 | ф | Знак Зорро                            | The Mark of Zorro                        | дон Диего Вега/Зорро                 |
| 1941 | ф | Кровь и песок                         | Blood and Sand                           | Хуан Гальярдо                        |
| 1941 | ф | Янки в Королевских ВВС                | A Yank in the R.A.F.                     | Тим Бейкер                           |
| 1942 | ф | Сын ярости: История Бенджамина Блейка | Son of Fury: The Story of Benjamin Blake | Бенджамин Блейк                      |
| 1942 | ф | Прежде всего                          | This Above All                           | Клайв Бриггс                         |
| 1942 | ф | Чёрный лебедь                         | The Black Swan                           | Джейми Уэйринг                       |
| 1943 | ф | Срочное погружение                    | Crash Dive                               | лейтенант Уорд Стюарт                |
| 1946 | ф | На краю лезвия                        | The Razor’s Edge                         | Ларри Даррелл                        |
| 1947 | ф | Аллея кошмаров                        | Nightmare Alley                          | Стэнтон Карлайл                      |
| 1947 | ф | Капитан из Кастилии                   | Captain from Castile                     | Диего де Варгас                      |
| 1948 | ф | Ирландский везунчик                   | The Luck of the Irish                    | Стивен Фицджеральд                   |
| 1948 | ф | Такой восхитительный порыв            | That Wonderful Urge                      | Томас Джефферсон Тайлер              |
| 1949 | ф | Коварный лис Борджа                   | Prince of Foxes                          | Андреа Орсини                        |
| 1950 | ф | Чёрная роза                           | The Black Rose                           | Уолтер Гарней                        |
| 1950 | ф | Американская герилья на Филиппинах    | American Guerrilla in the Philippines    | мичман Чак Палмер                    |
| 1951 | ф | Нападение на почтовую станцию         | Rawhide                                  | Питер Стэндиш                        |
| 1952 | ф | Дипкурьер                             | Diplomatic Courier                       | Майк Келлс                           |
| 1952 | ф | Солдат-пони                           | Pony Soldier                             | констебль Данкан Макдоналд           |
| 1953 | ф | Игрок с Миссисипи                     | The Mississippi Gambler                  | Марк Фэллон                          |
| 1953 | ф | Капитан Хайберских стрелков           | King of the Khyber Rifles                | Алан Кинг                            |
| 1955 | ф | Длинная серая линия                   | The Long Gray Line                       | Мартин Мар                           |
| 1955 | ф | Неукротимые                           | Untamed                                  | Пауль Ван Рибек                      |
| 1956 | ф | История Эдди Дучина                   | The Eddy Duchin Story                    | Эдди Дучин                           |
| 1957 | ф | Семь волн вдали                       | Seven Waves Aways                        | Алекс Холмс                          |
| 1957 | ф | И восходит солнце                     | The Sun Also Rises                       | Джейкоб «Джейк» Барнс                |
| 1957 | ф | Восход Луны                           | The Rising of the Moon                   | играет себя                          |
| 1957 | ф | Свидетель обвинения                   | Witness for the Prosecution              | Леонард Воул                         |
| 1959 | ф | Соломон и царица Савская              | Solomon and Sheba                        | Соломон                              |